# Josef Oberhauser (bobbista)
Josef Oberhauser (23 febbraio 1949) è un ex bobbista austriaco.

## Biografia
Attivo nella prima metà degli anni settanta, ha gareggiato come frenatore per la squadra nazionale austriaca.
Ha partecipato ai Giochi olimpici invernali di Sapporo 1972, dove si piazzò in ottava posizione nel bob a due e in sesta nel bob a quattro.
Prese inoltre parte ad almeno una edizione dei campionati mondiali, conquistando la medaglia di bronzo nel bob a due a Breuil-Cervinia 1971 in coppia con Herbert Gruber.
Agli europei fu invece quinto nella gara biposto a Sankt Moritz 1972.

## Palmarès

### Mondiali
- 1 medaglia:
  - 1 bronzo (bob a due a Breuil-Cervinia 1971).